# Radkovec
Radkovec je hospodářský dvůr severně od Kochánova u Světlé nad Sázavou v okrese Havlíčkův Brod. Na jeho místě stávala vesnice, která pravděpodobně zanikla již za třicetileté války. Toto místní jméno vzniklo příponou – ovec z osobního jména Radek a znamenalo též Radkův dvůr. Dnes leží v katastrálním území Kochánov. K Radkovci patřily i mlýny Františkodol a Mariadol na levém břehu Pstružného potoka před soutokem se Sázavou.

## Historie

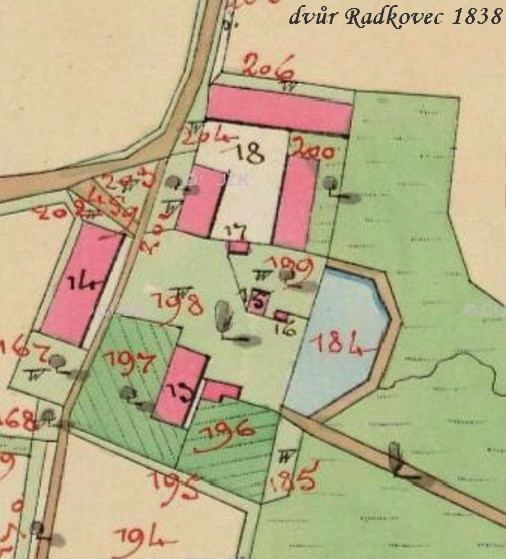
Část císařského otisku stabilního katastru z roku 1838

Nejstarší známou zprávou, v níž se píše o Radkovci, je listina z roku 1391, kde se píše „Benedek de Dluzin defendit in Chrtnicz et Radkouecz“. V Trčkovském urbáři je roku 1591 uvedeno: „Radkovec ves: odtud odvádí Wd. Jana Přebora (Převora), Dušek, Říha z Radkovce a Havel mlynář“. Je to první zmínka, kde jsou uvedena jména obyvatel vesnice. Karel Seidler ve své kronice píše o starém Radkovci jako o vsi, a to pod heslem 9. Kochánov, kde píše: „…tam, kde nyní stojí Radkovec (Ratkovský dvůr vystavěný roku 1648) stávala vesnička o sedmi chalupách. Roku 1874 bylo na poli pod Radkovcem nalezeno mnoho dobře zachovalých mincí, jejichž letopočet sahal až do roku 1455“.
Na místě zaniklé vsi byl roku 1648 vystavěn hospodářský dvůr zvaný Radkovec. Soupis poddaných podle víry z roku 1651 uvádí, že ve vsi jménem Radkovec žije sedlák a vdovec Jakub Převora se čtyřmi syny, sedlák Matěj Říha se ženou Kateřinou a dvěma dcerami, podruh Jíra N. se svou ženou Kateřinou, tři sirotci a vdova Mandalína Mouchová se synem a mlynářem Jiříkem. V Berní rule z roku 1654 se uvádí, že ve vsi Radkovci jsou 2 rolníci „jenž qualitates osedlého mají“, jmenovitě Jakub Předvor (Převora) a Matěj Říha, dále pak chalupník a majitel mlýna o 1 kole Jiřík Mucha. Ves v té době patří k panství Žehušickému, jehož majitelkou je Marie hraběnka z Valdštejna. Další historické a dějinné souvislosti jsou již společné s někdejší obcí Kochánov, dnes částí města Světlá nad Sázavou.
Tereziánský katastr z roku 1757 zaznamenává dvůr Radkovec již jako součást statku Novoveského a eviduje se ve fasi 1 mlýn na nestálé vodě o 1 kole, 4 stoupách a 1 olejně.
V roce 1913 převzala celé Světelské panství Pozemková banka, od které panství koupil úpický továrník Richard Morawetz. Součástí světelského panství byl i dvůr Radkovec.

## Dvůr Radkovec po vzniku Československé republiky
Roku 1924 Státní pozemkový úřad v rámci pozemkové reformy panství včetně dvora Radkovce rozparceloval. Dvůr koupil jako zbytkový statek Jan Kirchman, bývalý panský důchodní. Na konci roku 1931 J. Kirchman dvůr prodal Bohuslavu Doležalovi z Bačkova.
V roce 1952 byl Státní bezpečností zatčen majitel dvora B. Doležal a následně odsouzen „za ohrožení jednotného zemědělského plánu“ na čtyři roky do vězení, ztrátě jmění, ztrátě občanských práv na pět let a k zákazu pobytu v okrese Ledeč nad Sázavou navždy. Další osud dvora byl spjat s místním jednotným zemědělským družstvem, které kolem roku 1953 přistavělo nový kravín. V roce 1956 byl dvůr převzat Státním statkem Havlíčkův Brod a ve stejném roce byla zbořena historická budova domu čp. 14. Na konci padesátých let 20. století byl přestavěn historický špýchar na dva byty. V sedmdesátých a osmdesátých letech 20. století byla chovaná zvířata postupně odvezena, objekty pak chátraly a koncem osmdesátých let byly zbořeny. Jedinou budova, která zůstala, je starý špýchar. Po roce 1989 byl zbylý majetek předán v rámci restituce potomkům posledního majitele.

## Archeologický průzkum
Ke konci 20. století byl prováděn archeologický výzkum. Byly objeveny zlomky keramiky na poli uprostřed západo – východně orientovaného svahu u dvora Radkovce. Nalezeny byly zlomky tuhové keramiky a zlomky šedé a šedomodré keramiky z jemnozrnné hmoty. Podle způsobu výroby je parně tuhová keramika starší (13.–14. století) než šedá keramika, kterou lze datovat až do druhé poloviny 14. století